# فرانک برنهارت
فرانک برنهارت (انگلیسی: Frank Bernhardt؛ زادهٔ ۲۶ اوت ۱۹۶۹) بازیکن فوتبال اهل آلمان است.